# Amir Tawakkolijan
Amir Tawakkolijan Haghighi (pers. امير توكليان حقيقى, ur. 7 września 1971 w Teheranie) – irański zapaśnik w stylu wolnym. Olimpijczyk z Sydney 2000, gdzie zajął dziesiąte w kategorii 69 kg.

## Kariera sportowa
Jest trzykrotnym uczestnikiem mistrzostw świata, zdobył srebrny medal na Mistrzostwach w 2001.
W 1998 zdobył złoty medal na igrzyskach azjatyckich. W tym także roku, w Ankarze, otrzymał tytuł uniwersyteckiego mistrza świata.
Haghighi to także trzykrotny medalista mistrzostw Azji; wywalczył dwa złote medale w 1995 i 2001. Zdobył drugie miejsce w Pucharze Świata w Colorado Springs oraz trzecie w Spokane'ie.